# Senat von Connecticut

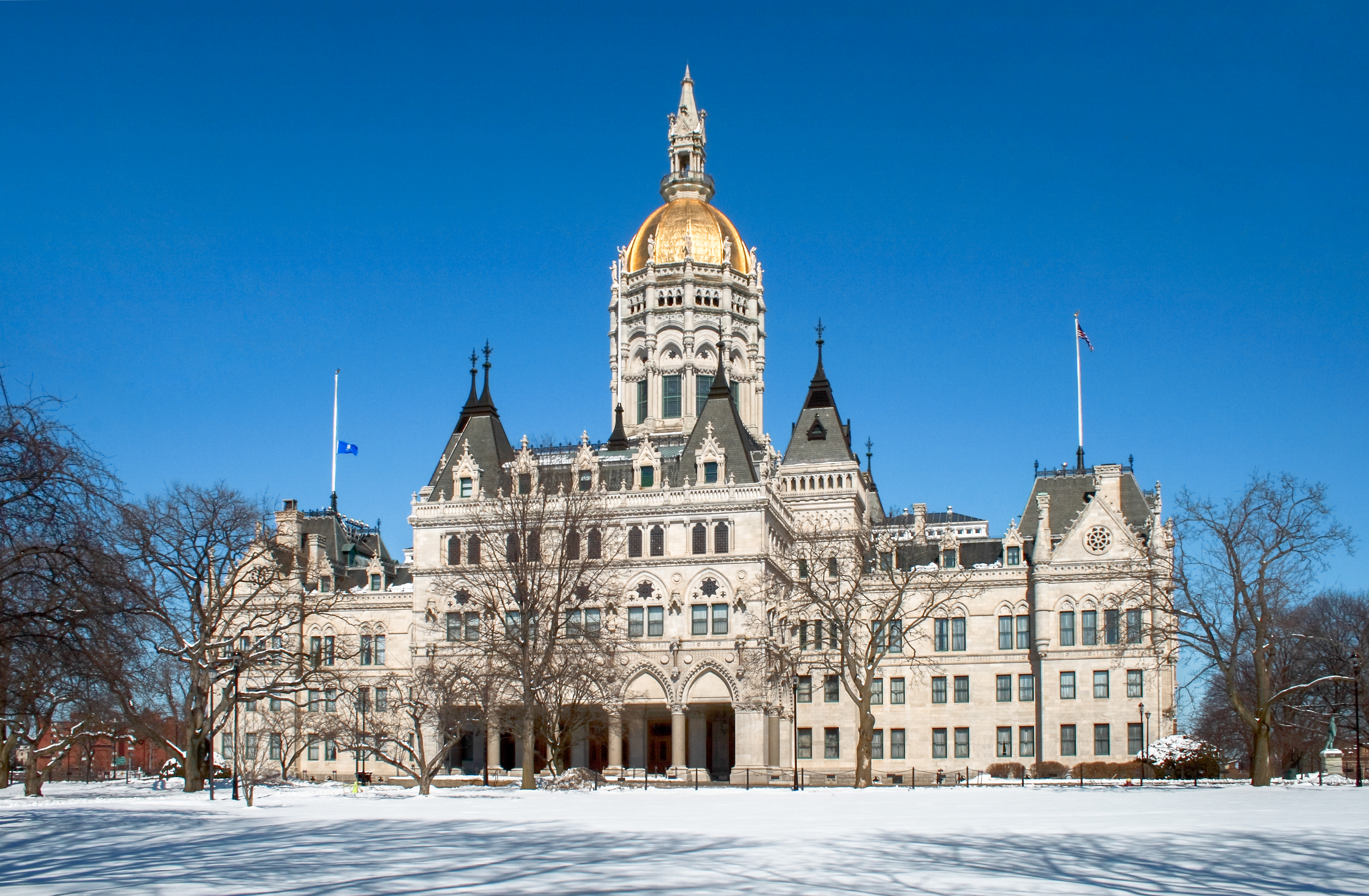
Das Connecticut State Capitol

Der Senat von Connecticut  (Connecticut State Senate) ist das Oberhaus der Connecticut General Assembly, der Legislative des US-Bundesstaates Connecticut.
Die Parlamentskammer setzt sich aus 36 Senatoren zusammen, die jeweils einen Wahldistrikt repräsentieren. Jede dieser festgelegten Einheiten umfasst eine Zahl von durchschnittlich 94.600 Einwohnern. Die Senatoren werden jeweils für zweijährige Amtszeiten gewählt; eine Beschränkung der Amtszeiten existiert nicht. Der Senat von Connecticut ist eines von 14 Oberhäusern in den US-Bundesstaaten, deren Mitglieder jeweils auf zwei Jahre gewählt werden; vierjährige Legislaturperioden sind verbreiteter.
Der Sitzungssaal des Senats befindet sich gemeinsam mit dem Repräsentantenhaus im Connecticut State Capitol in Hartford.

## Aufgaben des Senats
Wie in den Oberhäusern anderer Bundesstaaten und Territorien sowie im US-Senat fallen dem Senat von Connecticut im Vergleich zum Repräsentantenhaus spezielle Aufgaben zu, die über die Gesetzgebung hinausgehen. So obliegt es dem Senat, Nominierungen des Gouverneurs in dessen Kabinett, weitere Ämter der Exekutive sowie Kommissionen und Behörden zu bestätigen oder zurückzuweisen. Im Gegensatz zur Mehrzahl der Staatslegislativen in den USA werden die Mitglieder des obersten Gerichtshofes in Connecticut von beiden Parlamentskammern gewählt.

## Struktur der Kammer
Präsident des Senats ist der jeweils amtierende Vizegouverneur. An Abstimmungen nimmt er nur teil, um bei Pattsituationen eine Entscheidung herbeizuführen. In Abwesenheit des Vizegouverneurs steht der jeweilige Präsident pro tempore den Plenarsitzungen vor. Dieser wird von der Mehrheitsfraktion des Senats gewählt und später durch die Kammer bestätigt. Derzeitige Vizegouverneurin und Senatspräsidentin ist die Demokratin Susan Bysiewicz, Präsident pro tempore der Demokrat Martin Looney.
Zum Mehrheitsführer (Majority leader) der Demokraten wurde Bob Duff gewählt; Oppositionsführer (Minority leader) ist der Republikaner Stephen Harding.

## Zusammensetzung nach der Wahl im Jahr 2022
- Demokraten: 24
- Republikaner: 12

| Partei | Partei                 | Abgeordnete |
| ------ | ---------------------- | ----------- |
|        | Demokratische Partei   | 24          |
|        | Republikanische Partei | 12          |
| Summe  | Summe                  | 36          |